# Endstation Venedig
Endstation Venedig ist der zweite Roman der Krimiautorin Donna Leon. Er erschien 1993 unter dem Originaltitel Death in a Strange Country. Die deutsche Fassung wurde in einer Übersetzung von Monika Elwenspoek 1995 im Diogenes Verlag veröffentlicht. Teile des Romans spielen auf einem US-Stützpunkt ähnlich dem, an dem die Autorin selbst 14 Jahre als Literaturprofessorin tätig war.

## Inhalt
In Venedig wird an einem Morgen die Leiche eines Mannes geborgen, der erstochen wurde. Es handelt sich um einen auf dem US-Stützpunkt Vicenza stationierten US-Amerikaner namens Foster. Einige Tage später wird auch die Stützpunktärztin Terry
Peters tot aufgefunden. Als Todesursache wird eine Überdosis Heroin angegeben. Brunetti findet heraus, dass sie Fosters Geliebte war. 
Vor ihrem Tod schickte Peters Brunetti eine Zeitschrift, die einen Bericht über einen Jungen mit einem Hautausschlag enthält, der von der Chemikalie PCB verursacht wird. Captain Peters und Sergeant Foster haben diese Substanz untersucht und herausgefunden, dass sie von einem italienischen Unternehmer zusammen mit anderem Giftmüll am Lago di Barcis nördlich von Venedig illegal gelagert wird. Weil eine Menge Geld im Spiel ist, haben Foster und Peters offenbar sterben müssen. Brunettis Schwiegervater Conte Orazio Fallieri kümmert sich um die Giftmülldeponie und kann erreichen, dass diese aufgehoben wird. Brunetti äußert jedoch die Vermutung, dass der Müll nicht fachgerecht entsorgt, sondern einfach woanders abgelagert werde.

## Hörspiel und Hörbuch
- 1997: Hörspiel: Donna Leon - Endstation Venedig, produziert von den Sendern SDR/DLR Berlin und WDR. Die Regie führte Hans Gerd Krogmann. Brunetti wurde von Michael König gesprochen.
  - Veröffentlichung: 2 MC (erschienen in Der Hörverlag)

- Hörbuch: Donna Leon - Endstation Venedig CD/MC (erschienen im Steinbach sprechende Bücher)

## Film
2006 erschien die selbst in den Nebenrollen prominent besetzte Verfilmung des Romans Donna Leon – Endstation Venedig mit Uwe Kockisch, Julia Jäger, Christel Peters, Ueli Jäggi und Michael Degen als Stammpersonal sowie Heiner Lauterbach, Esther Schweins, Katharina Schubert und Monica Bleibtreu in Episodenrollen. Regie führte Sigi Rothemund.